# Spânzurătoare (joc)

Jocul Spânzurătoarea

"Exemplu pentru jocul Spânzurătoarea".

Spânzurătoarea este un joc pe hârtie pentru doi jucători. Unul din jucători se gândește la un cuvânt, iar celălalt încearcă să-l ghicească sugerând litere.
Cuvântul ce trebuie ghicit este reprezentat de un șir de linii, fiecare linie reprezentând o literă a cuvântului. Dacă jucătorul care ghicește sugerează o literă ce se află în cuvânt, celălalt jucător o completează în toate pozițiile unde aceasta apare. Dacă litera nu se află în cuvânt, celălalt jucător desenează un element din diagrama „spânzurătoarea”.
Jocul se încheie când:
- Jucătorul care ghicește completează tot cuvântul, sau îl ghicește exact.
- Celălalt jucător completează diagrama.

Diagrama este gândită să semene cu cea a unui om aflat la spânzurătoare. Cu toate ca au apărut dezbateri privind bunul gust al imaginii, aceasta încă se folosește și astăzi.

## Istorie
„Originile jocului «Spânzurătoarea» sunt obscure, dar se pare că ar fi apărut in Epoca Victoriană” — după spusele lui Tony Augarde, autorul „The Oxford Guide to Word Games” (Oxford University Press).

## Craciun
- Spânzurătoarea Arhivat în 7 august 2007, la Wayback Machine. — jocul în varianta lui on-line; dicționare din diferite categorii
- bab.la Hangman Arhivat în 16 iunie 2009, la Wayback Machine. - Joacă Spânzurătoarea și îmbunătățește-ți vocabularul pentru limba engleză